# 拉扎里夫卡 (梅納區)
51°29′58″N 31°50′37″E / 51.49944°N 31.84361°E
拉扎里夫卡（烏克蘭語：Лазарівка），是烏克蘭北部的村莊，隸屬切爾尼希夫州的科留基夫卡區。該村始建於1850年，面積0.18平方公里，海拔高度117米，2001年人口26，人口密度每平方公里144.4人。